# Oneirodes eschrichtii
Oneirodes eschrichtii is een straalvinnige vissensoort uit de familie van de armvinnigen (Oneirodidae). De wetenschappelijke naam van de soort werd in 1871 gepubliceerd door Christian Frederik Lütken.